# Маркотини (Горица)
Маркотини је насеље у Италији у округу Горица, региону Фурланија-Јулијска крајина.
Према процени из 2011. у насељу је живело 135 становника. Насеље се налази на надморској висини од 106 м.